# Ceque
Ceque (quechua: siq'i), in quechua, spesso riportato con il plurale spagnolo ceques, identifica delle linee immaginarie, che partendo dal centro del Cuzco si irradiavano verso tutto il l'impero inca.

## Interpretazione
Lungo queste linee erano disposti diversi luoghi od oggetti sacri che erano onorati dagli Inca per una particolare appartenenza alla loro mitologia.
Questi luoghi od oggetti, detti huaca, potevano essere delle più svariate nature. Comprendevano fontane, appezzamenti di terreno, pietre, abitazioni e qualsiasi cosa potesse essere ricondotta ad una manifestazione del sacro.
Erano divisi in gruppi e ciascun gruppo era affidato alla cura di una determinata parte sociale, identificata in una panaca imperiale o in un ayllo (ayllu).
Erano almeno quattrocento ed erano equamente divisi in quattro suddivisioni principali, attribuite secondo l'appartenenza a ciascuna delle regioni in cui era diviso l'impero.
Anche il Cuzco era suddiviso in quattro quartieri, con gli stessi nomi delle regioni dell'impero, Chinchaysuyo a nord, Collasuyo a sud, Antisuyo ad est, e Cuntisuyo a ovest.
Cuntisuyo comprendeva 14 ceque, gli altri settori 9 ciascuno. Ognuno di questi ceque raggruppava, poi, a sua volta un numero variabile di luoghi sacri.
Ognuno di questi quartieri era suddiviso, secondo un concetto di tripartizione, in tre componenti distinte: Collana, Payan e Cayao, dove Collana avrebbe indicato i conquistatori primigeni, Payan le popolazioni autoctone conquistate e Cayao i discendenti dalle unioni dei primi due gruppi.
Come abbiamo visto ogni quartiere comprendeva nove ceque ed ogni ceque si suddivideva in tre sottogruppi  di tre, chiamati Collana, Payan e Cayao, quindi, ad esempio, Collasuyo aveva tre ceque Collana, tre ceque Payan e tre ceque Cayao. 
Faceva eccezione Cuntisuyo che aveva 14 ceque.
Le panaca dei primi dieci imperatori conservavano il loro nome nell'attribuzione del ceque relativo, in luogo del nome generico di Collana, Payan, Cayao.
Il sistema, piuttosto complesso, serviva a determinare, per ciascuna componente sociale la responsabilità della manutenzione e del culto dei luoghi sacri attribuita a ciascuna di essi.
Dobbiamo a Bernabé Cobo, nel capitolo da lui dedicato alla relación de los ceques, la completa enunciazione dei singoli luoghi sacri e dei gruppi deputati al loro culto.
Cristóbal de Molina, (el Cuzqueño), descrivendo la ricorrenza della Citua, la cerimonia annuale dell'espulsione del male, a cui erano preposti tutti i gruppi compresi nella configurazione politica del Cuzco, ci fornisce, seppur con qualche variante, un riscontro alla enunciazione di Cobo.

Secondo lui i gruppi sociali, preposti alla salvaguardia dei ceque, erano dieci per le panaca imperiali e dieci per i restanti ayllo, ma queste considerazioni non infirmano l'assunto enunciato da Cobo.

Le indagini dei moderni studiosi di etnologia incaica hanno voluto interpretare la suddivisione della popolazione inca, secondo le linee dei ceque, alla luce di un corrispondente sistema di organizzazione matrimoniale. Queste ipotesi, magistralmente esposte da R.T. Zuidema, non trovano tutti d'accordo e sono, attualmente, oggetto di accese discussioni.

### Autori dell'epoca
- Cobo (Bernabé), Historia del Nuevo Mundo (1653), in BIBL. AUT. ESP. Tomi XCI, XCII, Madrid 1956.
- Garcilaso (Inca de la Vega), Commentarios reales (1609), Rusconi, Milano 1977
- Molina (Cristobal de), Relación de las fabulas y ritos de los Incas (1573). in COL. LIBR. DOC. HIST. PERU' (1ª Serie, tomo I, Lima 1916). Traduzione italiana  a cura di Mario Polia (Il Cerchio, Rimini 1993).
- Murúa (Fray Martin de), Historia general del Peru (1613), in COLL. CRONICA DE AMERICA Dastin V. 20°. Madrid 2001).
- Poma de Ayala (Felipe Guaman), Nueva coronica y buen gobierno (1584 - 1614), in COL. CRONICA DE AMERICA (Historia 16.  V. 29°, 29b, 29c. Madrid 1987).

### Autori moderni
- Franklin Pease G.Y. Los Incas,	Lima 2003.
- Maria Rostworowski, Historia del Tahuantinsuyo, Lima 1999.
- Nathan Wachtel, La visione dei vinti, Torino 1977.
- Marius S. Ziolkowski, La guerra de los Wawqui, Quito 1996.
- R.T. Zuidema, Etnologia e storia. Cuzco e le strutture dell'impero inca. Torino 1971.